# Banco do Brasil

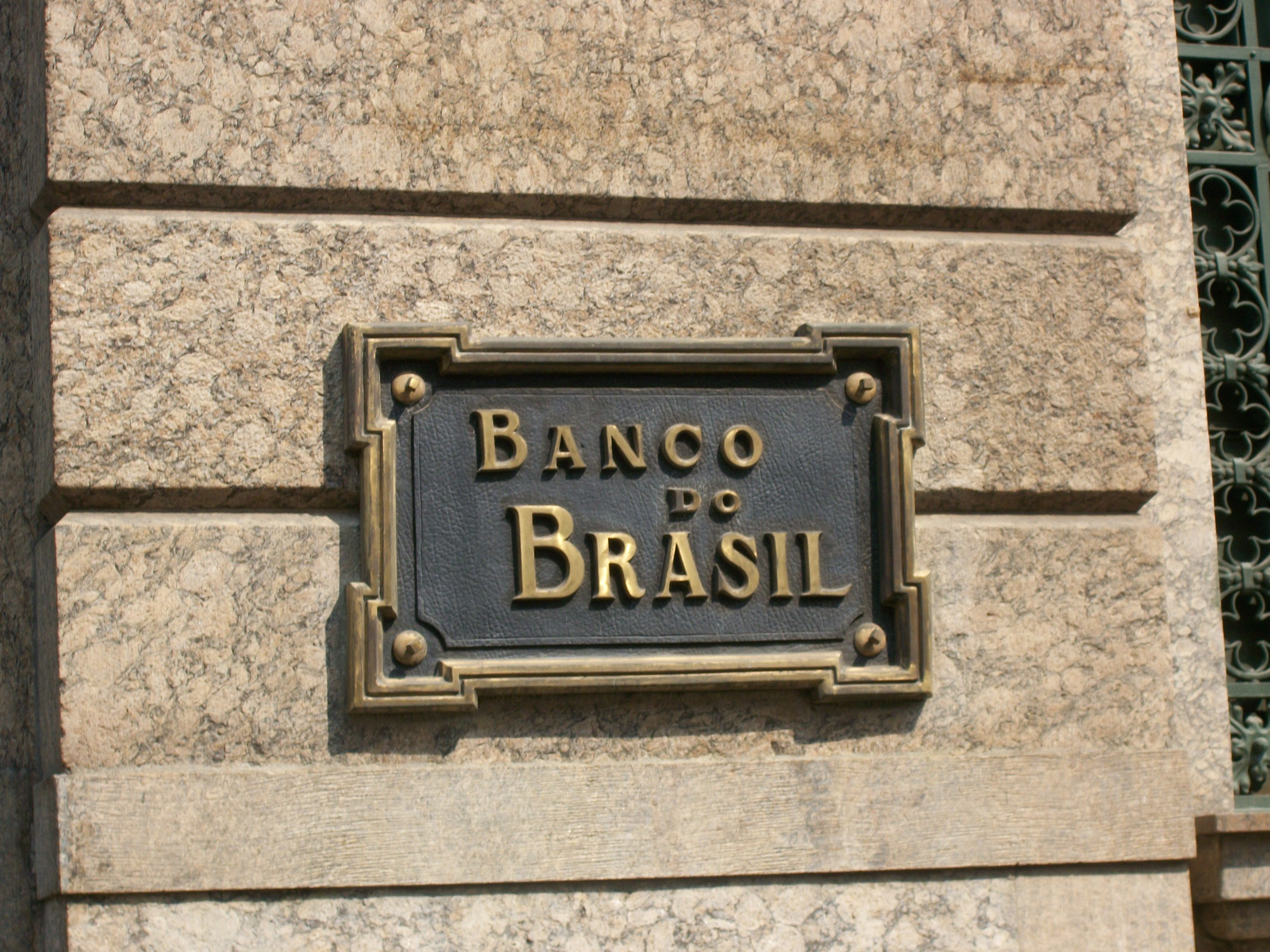

Il Banco do Brasil SA è una delle maggiori banche del Brasile, fondata nel 1808 rappresenta una delle banche più antiche del continente americano.
La sede principale è posta nella capitale brasiliana, Brasilia.
La banca è controllata interamente dallo stato e nell'ultimo decennio, anche grazie alla sua quotazione presso la borsa di San Paolo, è diventata una delle banche più redditizie, con una leadership importante nel settore del retail banking.
La fondazione della banca è stata voluta durante la colonizzazione Portoghese dal principe Giovanni VI, con l'obiettivo principale di finanziare il debito pubblico.
Fino al 1964 il Banco do Brasil ha svolto funzioni che vanno ben oltre il ruolo di semplice banca commerciale, come per esempio l'emissione di moneta, il cambio valuta, il ruolo di titolare del tesoro nazionale: compiti successivamente man mano attribuiti ad altri organi amministrativi.
A partire dal 1992 la banca è stata interessata da un graduale ristrutturazione, che l'ha ridisegnata nel modello di una banca tradizionale. Questa ristrutturazione ha portato al licenziamento di migliaia di dipendenti, processo che comunque ha fatto della banca un'azienda molto redditizia (dopo anni di perdite coperte con il tesoro pubblico), tanto che oggi la banca è una delle principali strutture usate dal governo per finanziare progetti pubblici come il Fame zero.